# Bad Oldesloe
Bad Oldesloe [ˌbatˀɔldəsˈloː] is een gemeente in de Duitse deelstaat Sleeswijk-Holstein. Het is de Kreisstadt van de Kreis Stormarn. De stad telt 24.784 inwoners.
Bad Oldesloe ligt ongeveer 40 kilometer ten noordoosten van Hamburg en 25 kilometer ten zuidwesten van Lübeck.

## Stadsindeling
Naast het stadje Bad Oldesloe zelf, liggen in de gemeente een aantal Ortsteile; deze variëren in omvang van dorpen tot gehuchten, losse groepjes huizen of plaatsen, die alleen uit één huis, molen of landgoed bestaan. Een aantal van deze Ortsteile waren tot plm. 1970 zelfstandige gemeentes, die bij gemeentelijke herindelingen bij Bad Oldesloe werden gevoegd. Deze Ortsteile zijn:
- Glinde, Schadehorn, Rethwischfeld en Seefeld
- de landgoederen Altfresenburg en Blumendorf
- de nederzettingen (Siedlungen) Poggensee, Sehmsdorf en Neufresenburg
- de gehuchten Kneeden en Düpenau
- de dorpen Poggensee en Wolkenwehe.

## Buurgemeentes
- In het noordwesten: Travenbrück
- In het noorden: Wakendorf I
- In het westen: Grabau en Neritz
- In het noordoosten: Feldhorst
- In het oosten: Meddewade en Rethwisch (Stormarn)
- In het zuiden: Rümpel
- In het zuidoosten: Pölitz

## Verkeer en vervoer
Bad Oldesloe ligt aan de Bundesautobahn 1 (afrit 26 via de Bundesstraße 208) en de Bundesautobahn 21 (afrit 16, en 17a, via de Bundesstraße 75).

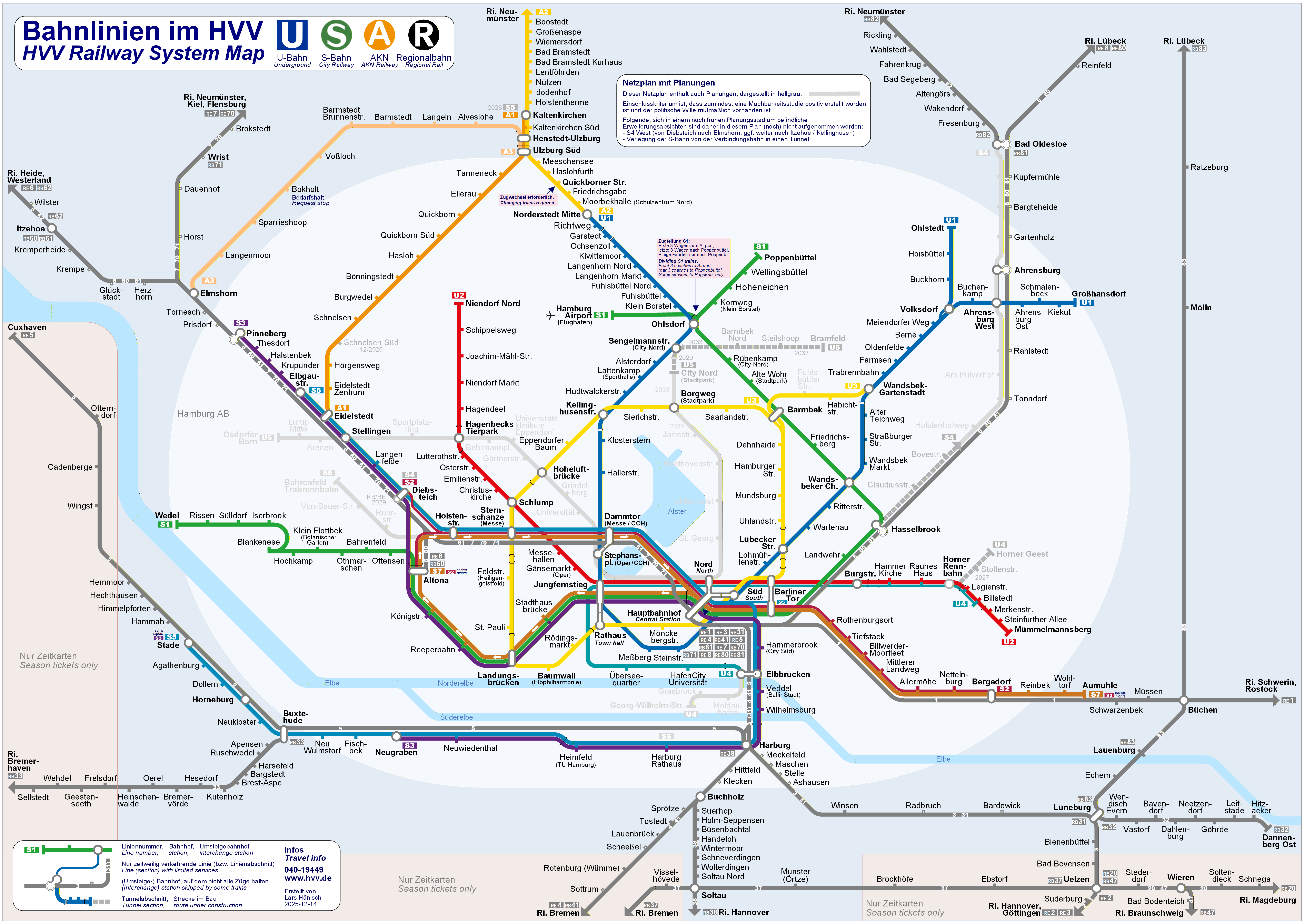
Spoor- en metrolijnen Hamburger Verkehrs Verband (HVV) rondom Hamburg; Bad Oldesloe rechts bovenaan deze kaart

Station Bad Oldesloe, ten zuidoosten van het stadscentrum, ligt aan de lokaalspoorlijn Neumünster - Bad Oldesloe, die in de jaren 2025-2035 gerenoveerd moet gaan worden, en aan de belangrijkere spoorlijn Lübeck - Hamburg. Openbaar vervoer per bus is van weinig betekenis.

## Geschiedenis

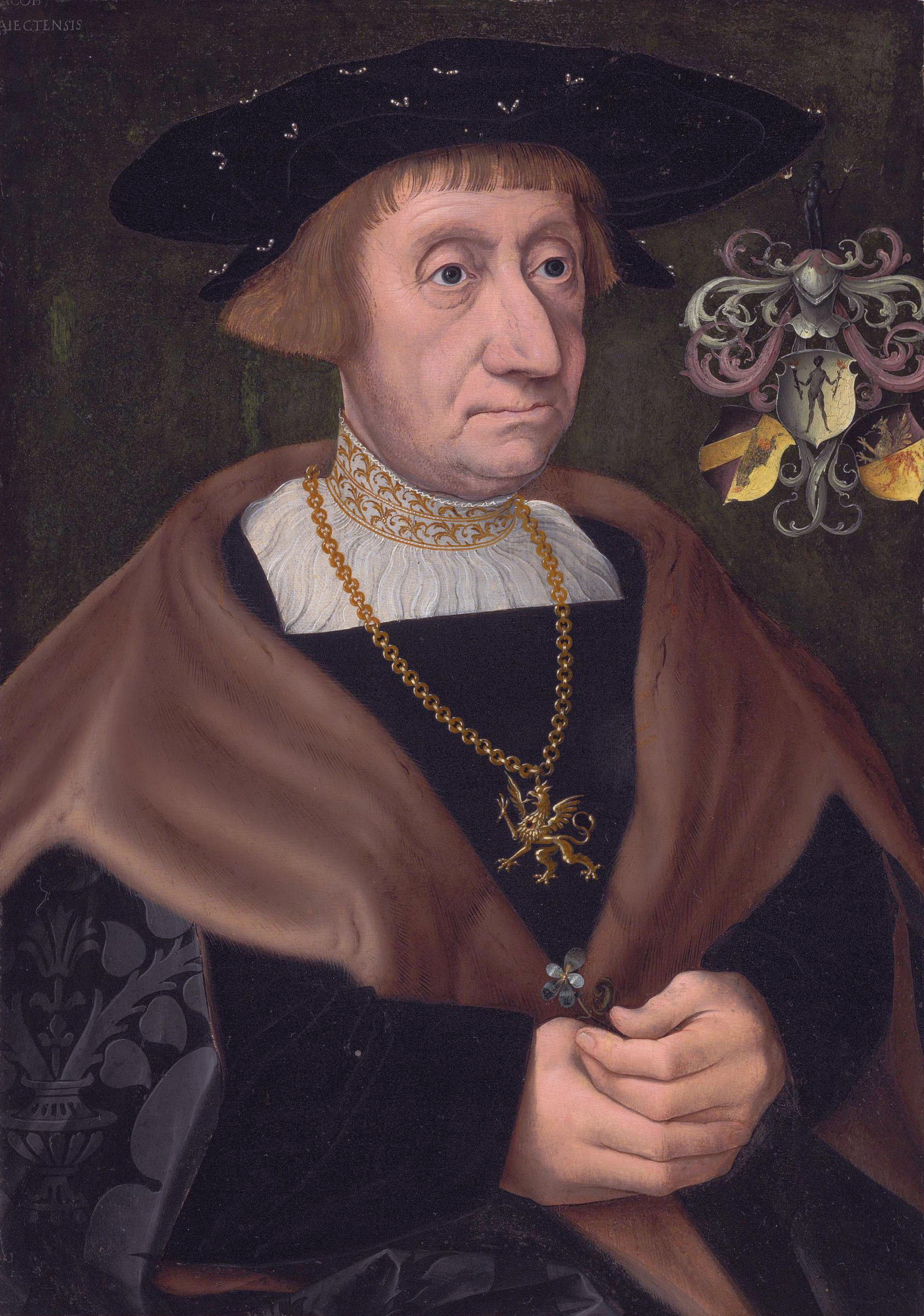
Portret van Mathias Mulich, 1522, door Jacob van Utrecht, collectie van een museum te Lübeck
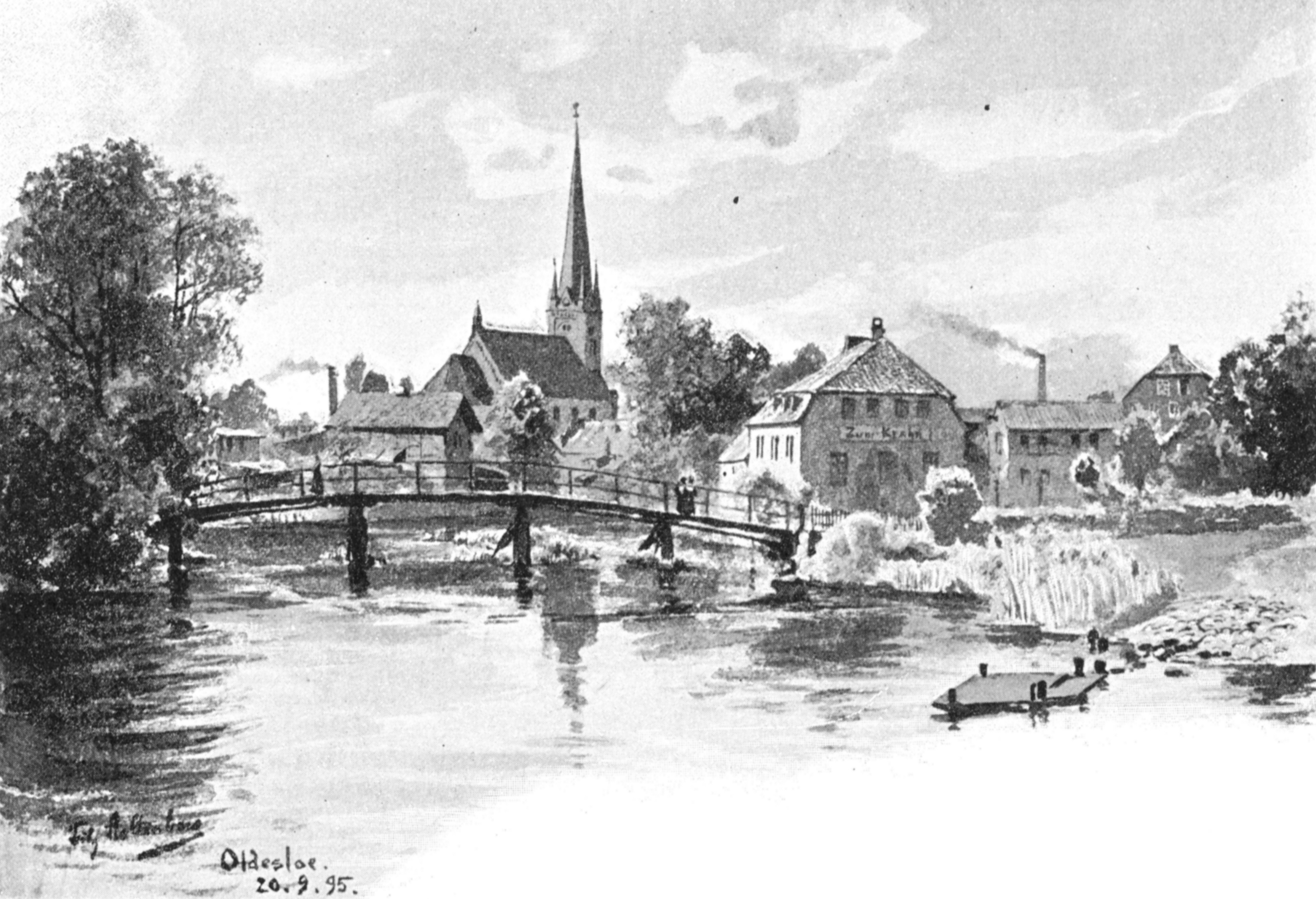
Gezicht op Oldesloe, met bruggetje over de Trave, tekening uit 1895

Tijdens het Mesolithicum of Atlanticum, in het 6e millennium vóór de jaartelling, was de streek rond het huidige Oldesloe reeds bewoond. Dat blijkt uit in het begin van de 20e eeuw door archeologen ontdekte artefacten van vuursteen. In de Duitse archeologische terminologie spreekt men van de Oldesloer Stufe.
In een document uit 1163 is sprake van een plaats Tadeslo. In de middeleeuwen liep hier een handelsroute tussen Hamburg en Lübeck, en bij het huidige Bad Oldesloe moest de rivier de Trave, en de grens met een van oorsprong Wendisch graafschap worden overgestoken. De plaatselijke heren lieten hier aan de Trave een grenspost en een marktplaats ontwikkelen, die reeds in 1238 stadsrechten verwierf naar Lübecker model. Officieel marktrecht verkreeg Oldesloe pas in 1370 uit handen van graaf Adolf VIII van Holstein. 
Te Oldesloe mondt een beek met de naam Beste uit in de Trave. In 1515 verkreeg een Lübeckse koopman, Mathias Mulich, van de Deense koning Christiaan II, die schulden bij hem had, bij Oldesloe, aan deze Beste, een 18 hectare groot stuk grond, en het recht, daar een kopermolen te exploiteren. Mulich was met deze bedrijfstak vertrouwd, en dit bedrijf was een groot economisch succes. Bij de dood van Mulich erfde een charitatieve instelling te Lübeck deze molen.
In de 16e eeuw werd de streek als gevolg van de Reformatie protestants. In 1525 vond de eerste lutherse kerkdienst plaats in de Petrus- en Pauluskerk. Tot op de huidige dag is een meerderheid van de christenen in de gemeente evangelisch-luthers. Tamelijk veel mennonieten, aanhangers van de prediker Menno Simons, vonden bij plaatselijke baronnen in deze streek een toevluchtsoord. Ook Simons zelf kon er vrijelijk zijn levensavond doorbrengen. Baron Von Ahlefeld, heer van het sinds 1263 bestaande landgoed Altfresenburg, stelde Simons in staat, een boerderij te pachten, en er tussen 1554 en 1556 ook boeken te drukken. Deze lag destijds in het gehucht Wüstenfelde, dat niet meer bestaat. De boerderij, de Mennokate, bestaat nog wel, en huisvest een klein aan Simons gewijd museum.  Vóor de boerderij staat een oude lindeboom, die door Menno Simons zelf zou zijn geplant, en waaronder hij begraven ligt.
Op 22 mei 1798 werd Oldesloe voor driekwart verwoest door een stadsbrand.
In 1813 werd een saline, met kuurfaciliteiten, in gebruik genomen. Men kon als geneeskrachtig beschouwd zout water inademen, drinken of erin baden. Pas in 1910 verkreeg Oldesloe het recht om het predicaat Bad voor de plaatsnaam te voegen. De hoogtijdagen van het kuuroord Bad Oldesloe waren echter toen al voorbij. Hoewel de plaats geen kuuroord meer is, behield de gemeente het recht, om Bad Oldesloe te blijven heten. Het fraaie kuurpark herinnert nog aan deze tijd.
In 1865 verkreeg Oldesloe aansluiting op het spoorwegnet. Aan de binnenscheepvaart op de lastig te bevaren rivier de Trave kwam daardoor een eind.
Tegen het eind van de Tweede Wereldoorlog, op 24 april 1945, werd Bad Oldesloe zwaar getroffen door een geallieerd luchtbombardement. Daarbij vielen meer dan 700 doden. De stad werd grotendeels verwoest. Op 2 mei 1945 capituleerden de Duitse troepen in Bad Oldesloe voor de Britten.

## Bezienswaardigheden
Het meest monumentale kerkgebouw van de stad is de in 1763 voltooide, in 1886 van een nieuwe kerktoren voorziene 
evangelisch-lutherse Petrus- en Pauluskerk.
Verspreid door de gemeente staan enige, monumentale, 18e- en 19e-eeuwse landhuizen van adellijke families. Deze gebouwen zijn doorgaans niet voor bezichtiging opengesteld. Rondom deze landhuizen staan nog een aantal oude Katen, boerderijtjes van voormalige pachtboeren op het landgoed.
In de plaats staat sinds 2005 het kunstwerk Kubushochzeit van HD Schrader.
Ten noordwesten van Bad Oldesloe ligt een natuurreservaat, het 24 hectare grote, zoute, veenmoeras Brenner Moor. De flora en fauna hier zijn ecologisch zeer waardevol. In en rondom het gebied is een wandelroute uitgezet. Door ter plaatse een app op de smartphone te downloaden, kan men interessante informatie over dit gebied bekijken en beluisteren.
In de omgeving van Bad Oldesloe zijn verscheidene langeafstands-fietsroutes uitgezet, ten dele over het tracé van voormalige, in de 20e eeuw opgeheven, spoorlijntjes.

## Afbeeldingen

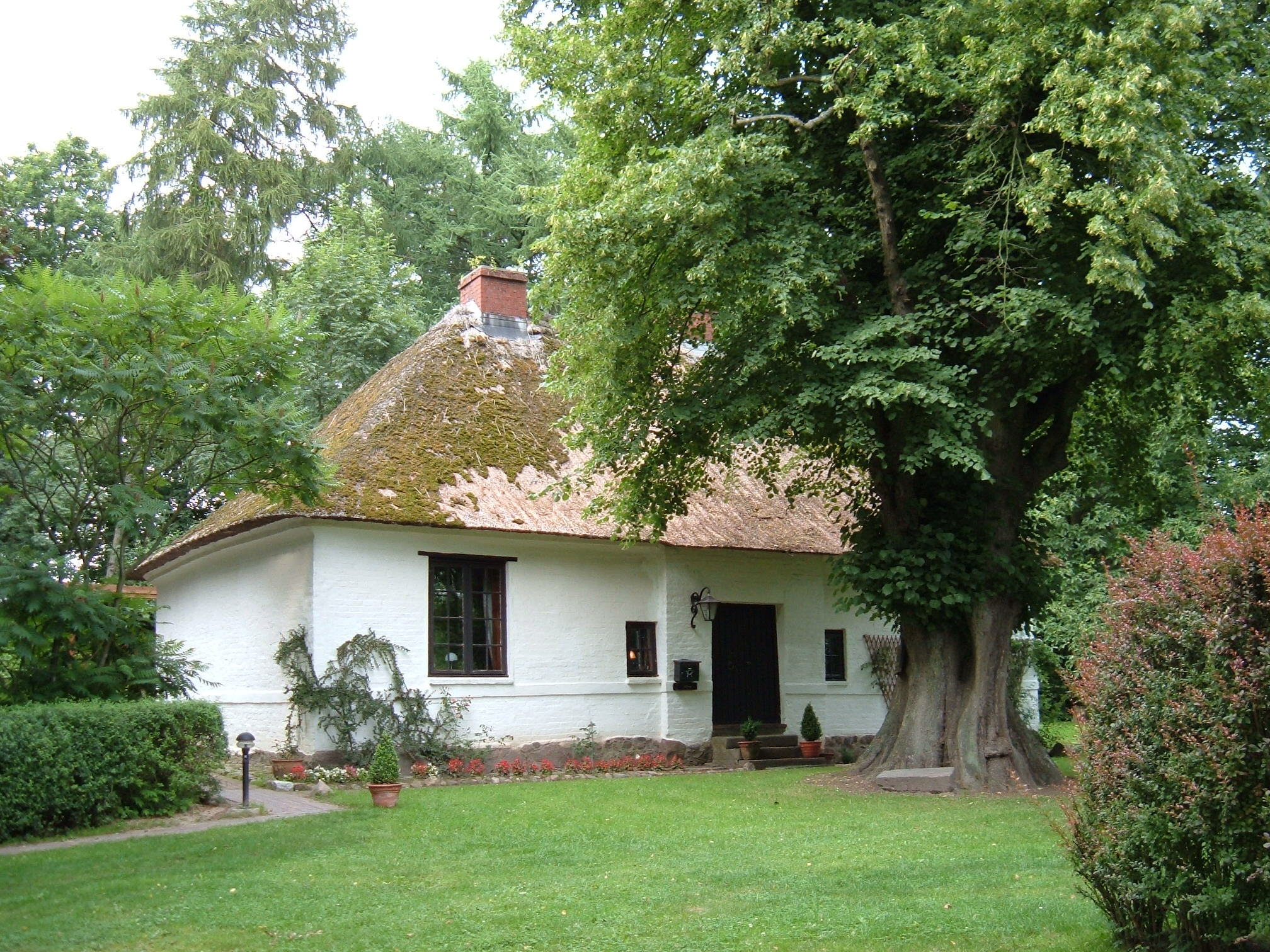
De Mennokate
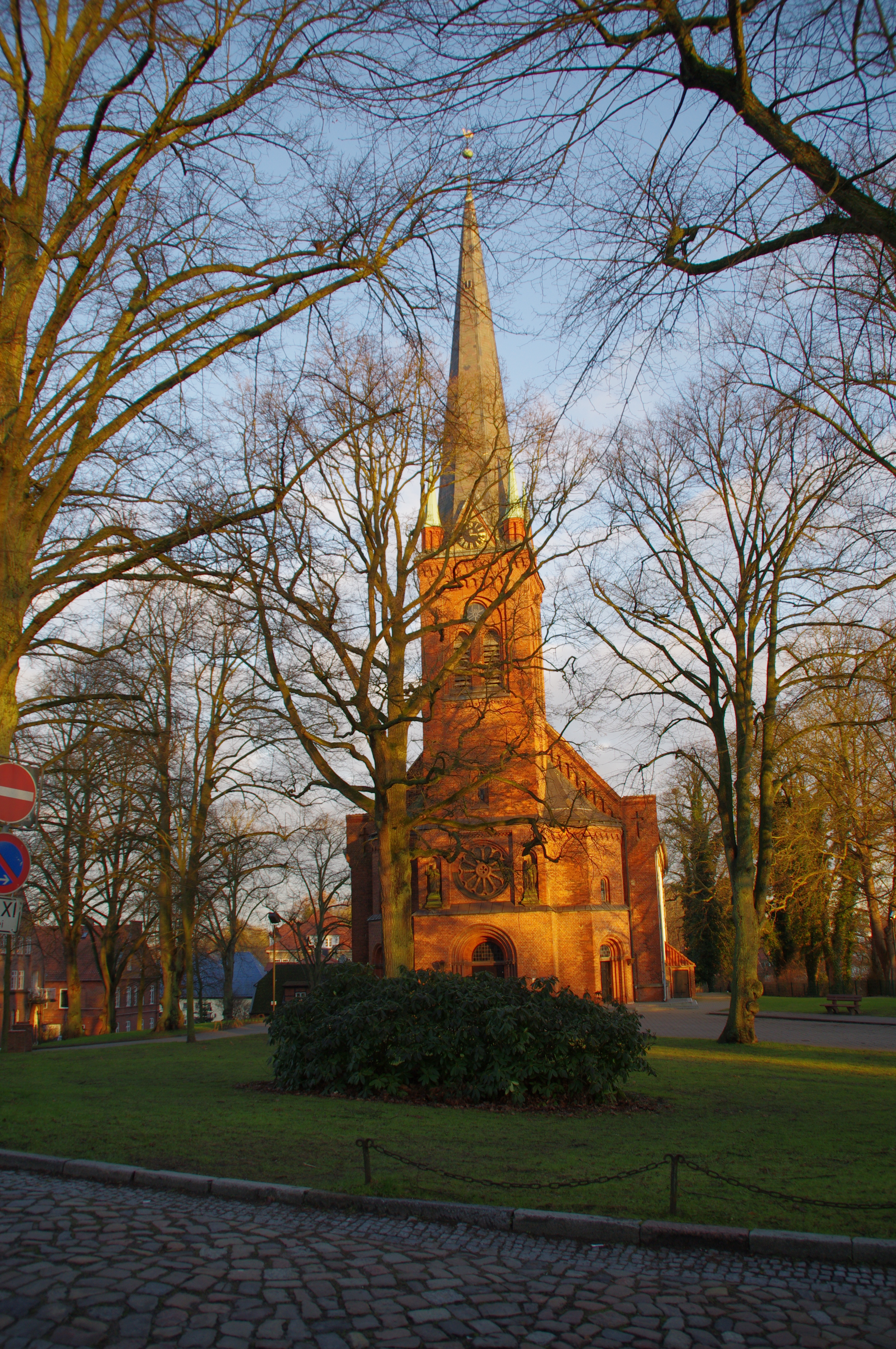
Evang.-lutherse Petrus- en Pauluskerk
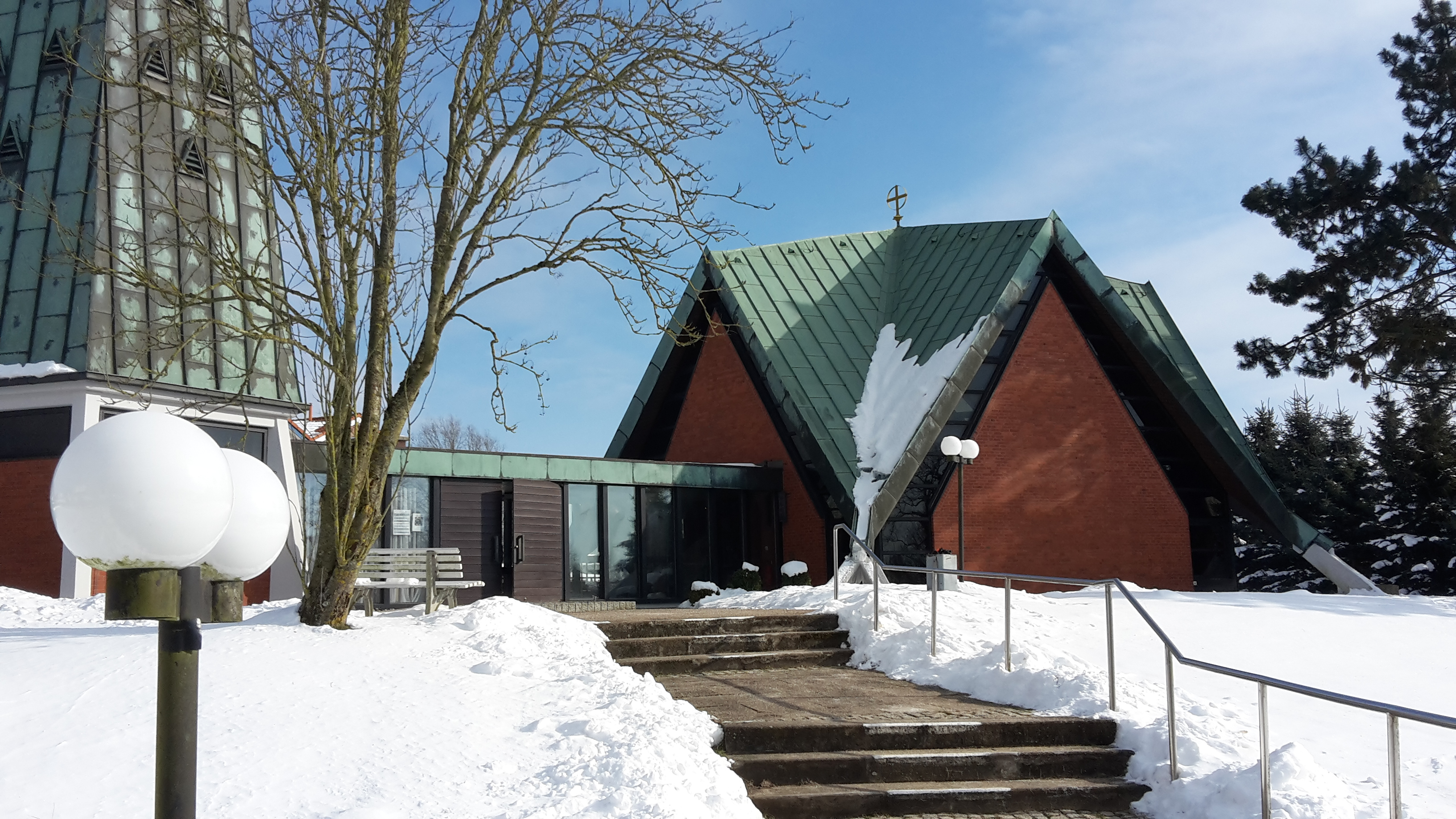
Evang.-lutherse Christuskerk te Rethwisch, 1970
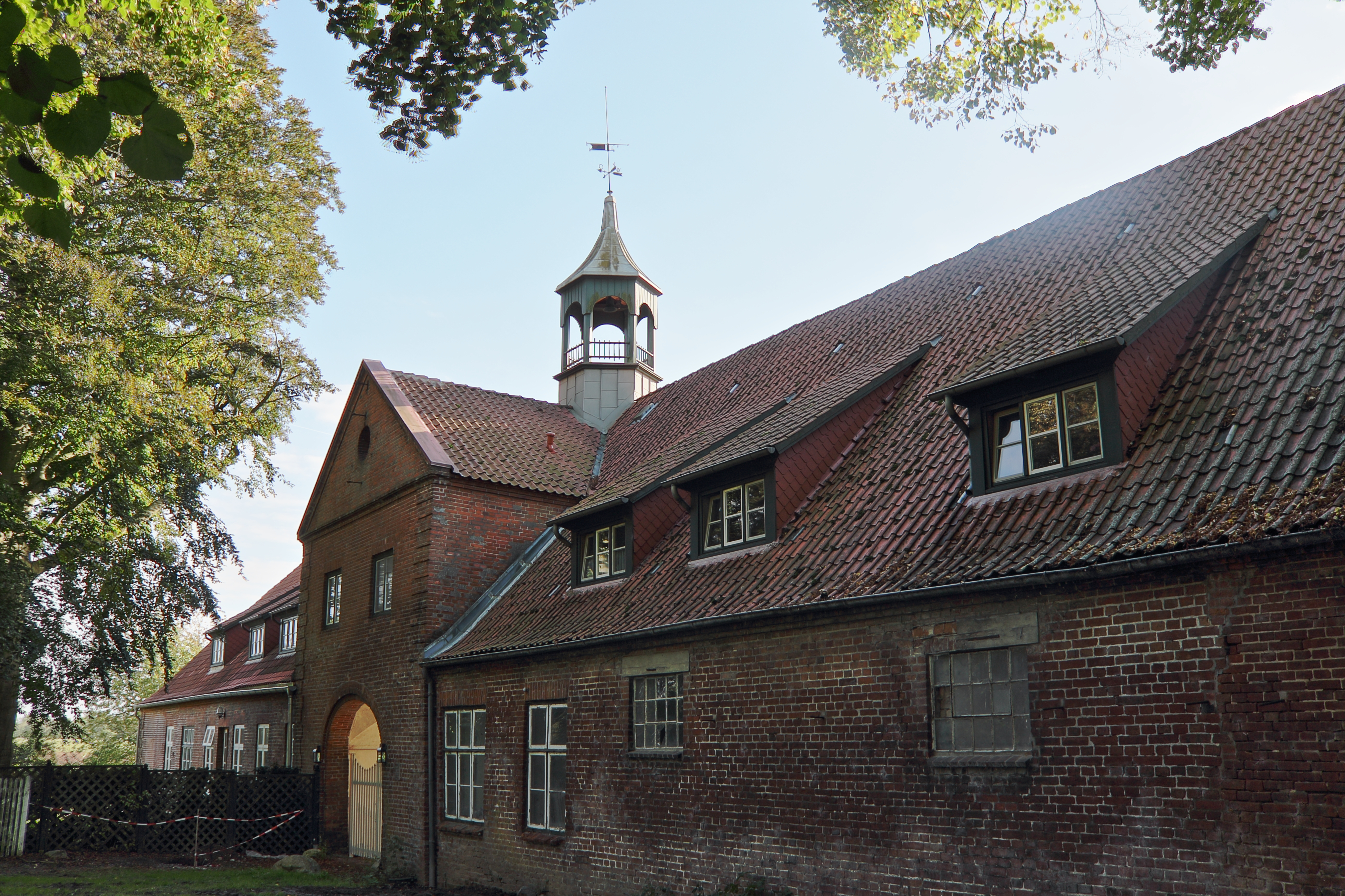
Poorthuis landgoed Altfresenburg
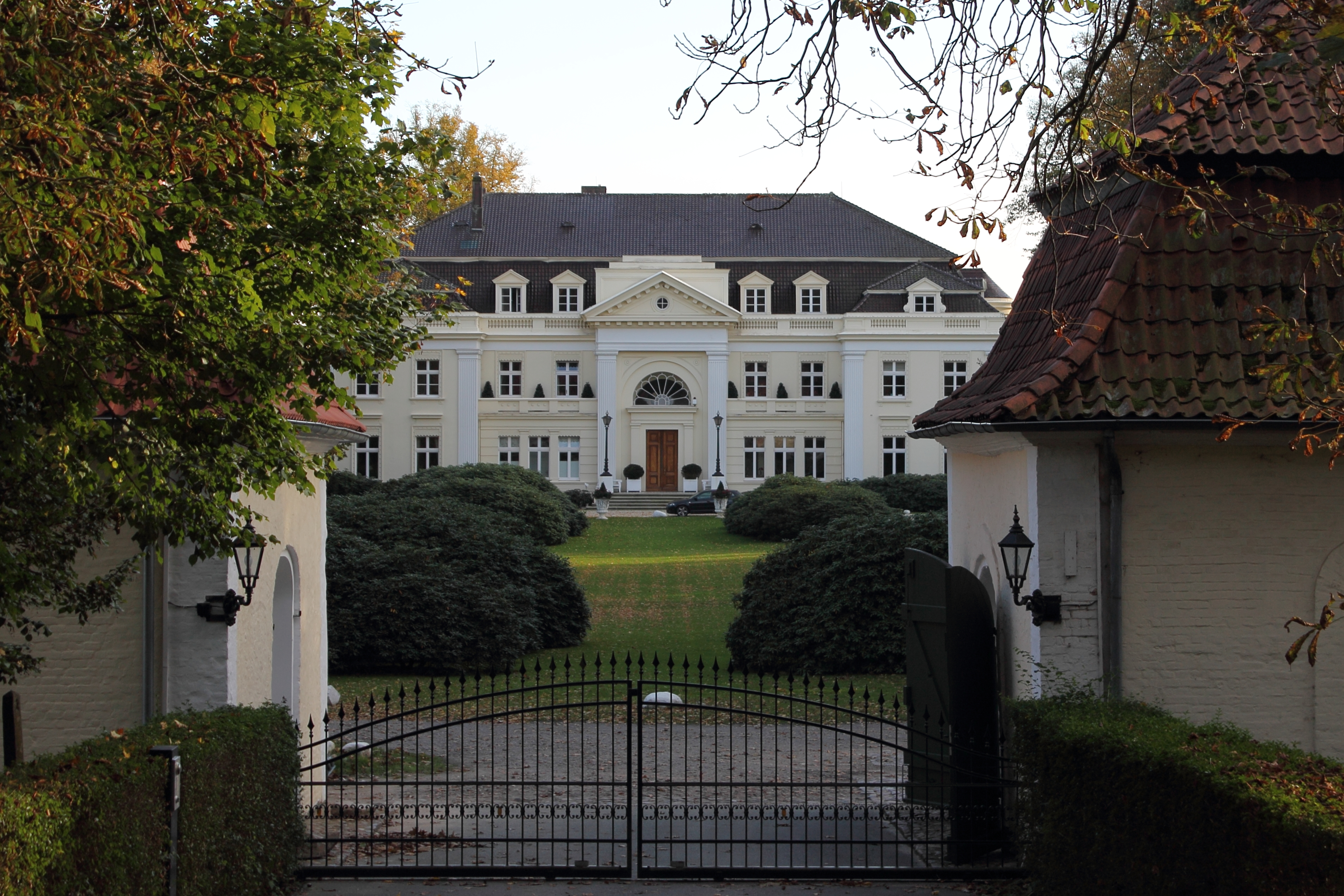
Landhuis Blumendorf, residentie van de baronnen Von Jenisch (bouwjaar 1755)
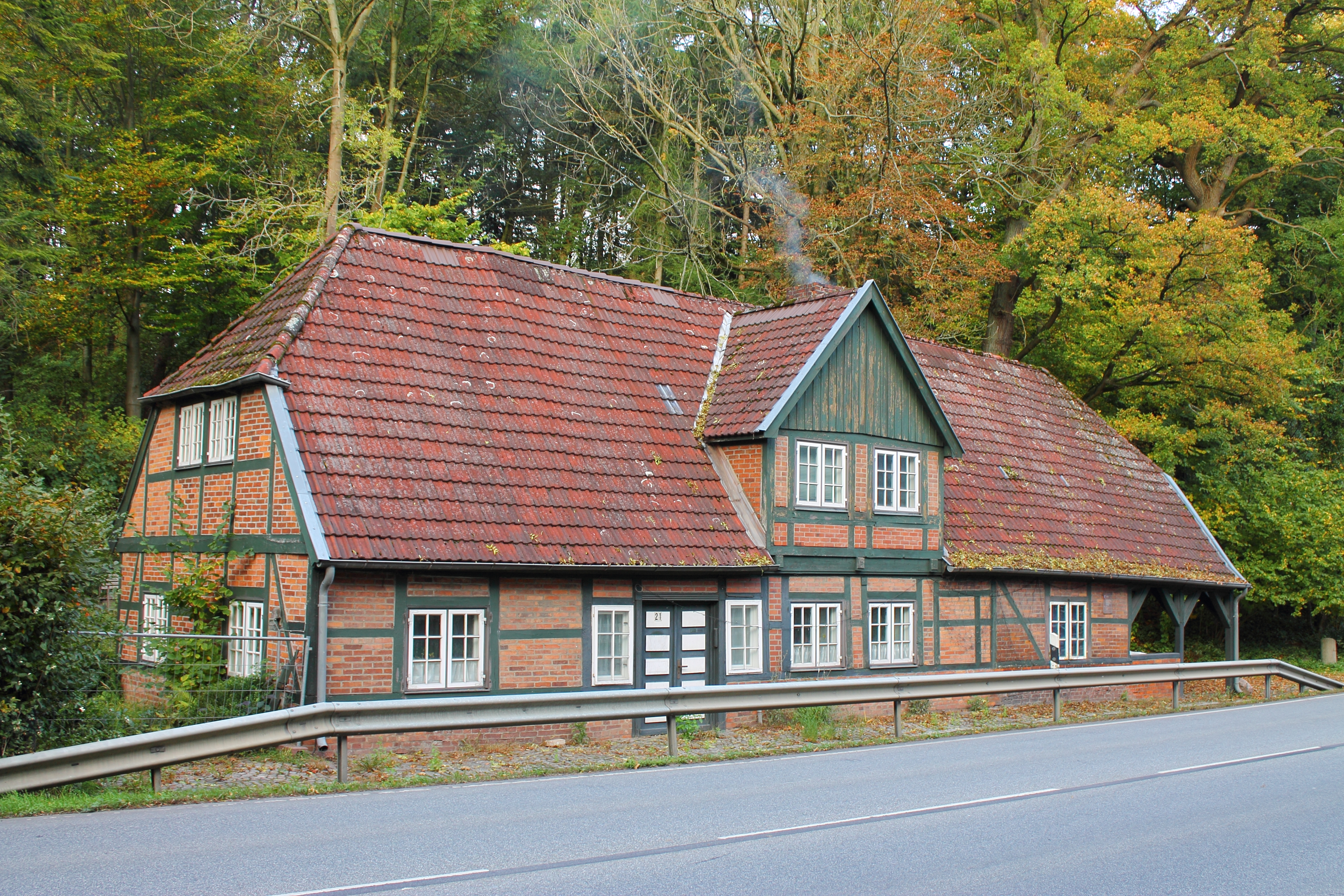
Kate (oude pachtboerderij) van dit landgoed
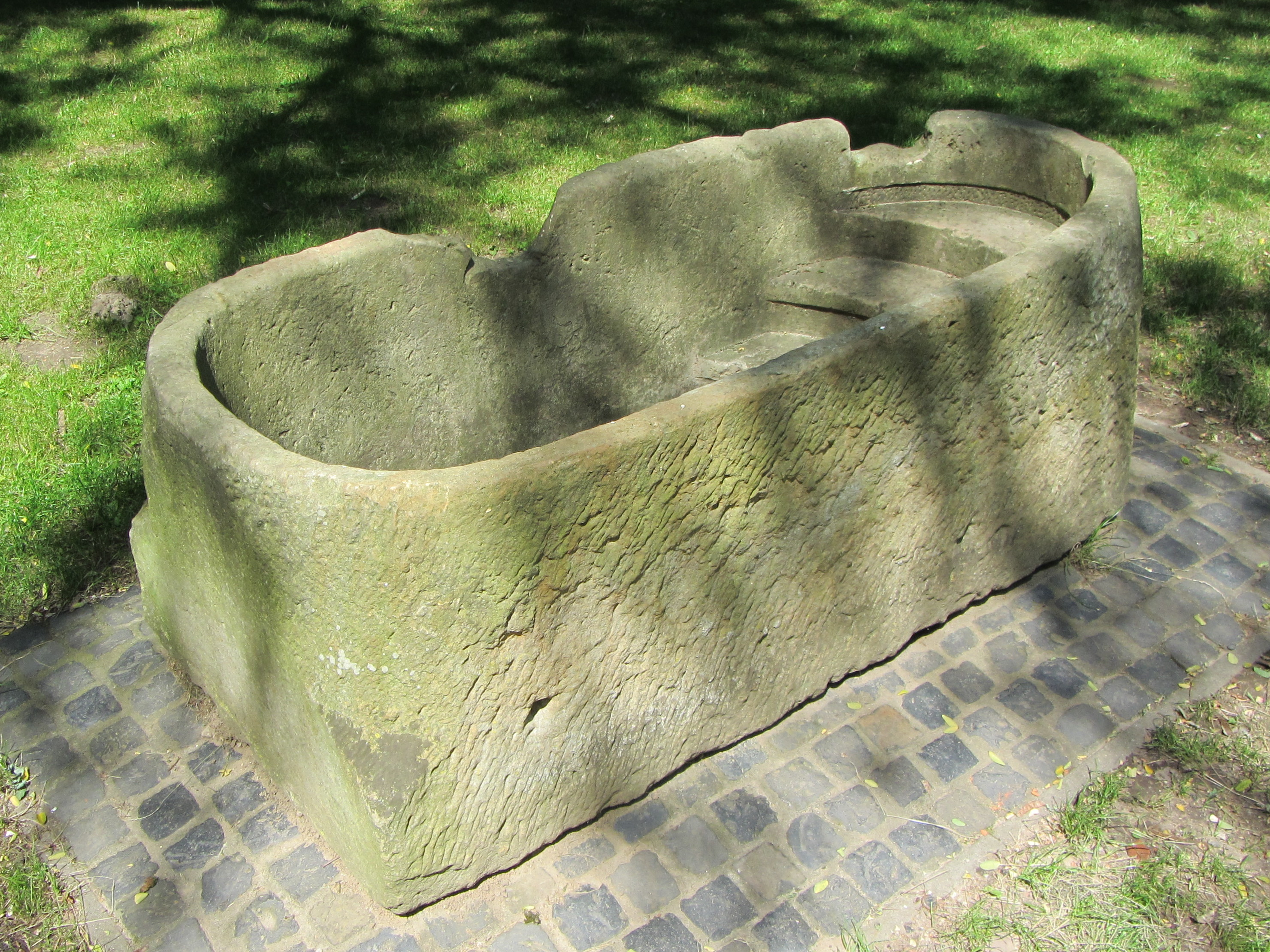
Badkuip (1813) in het Kurpark
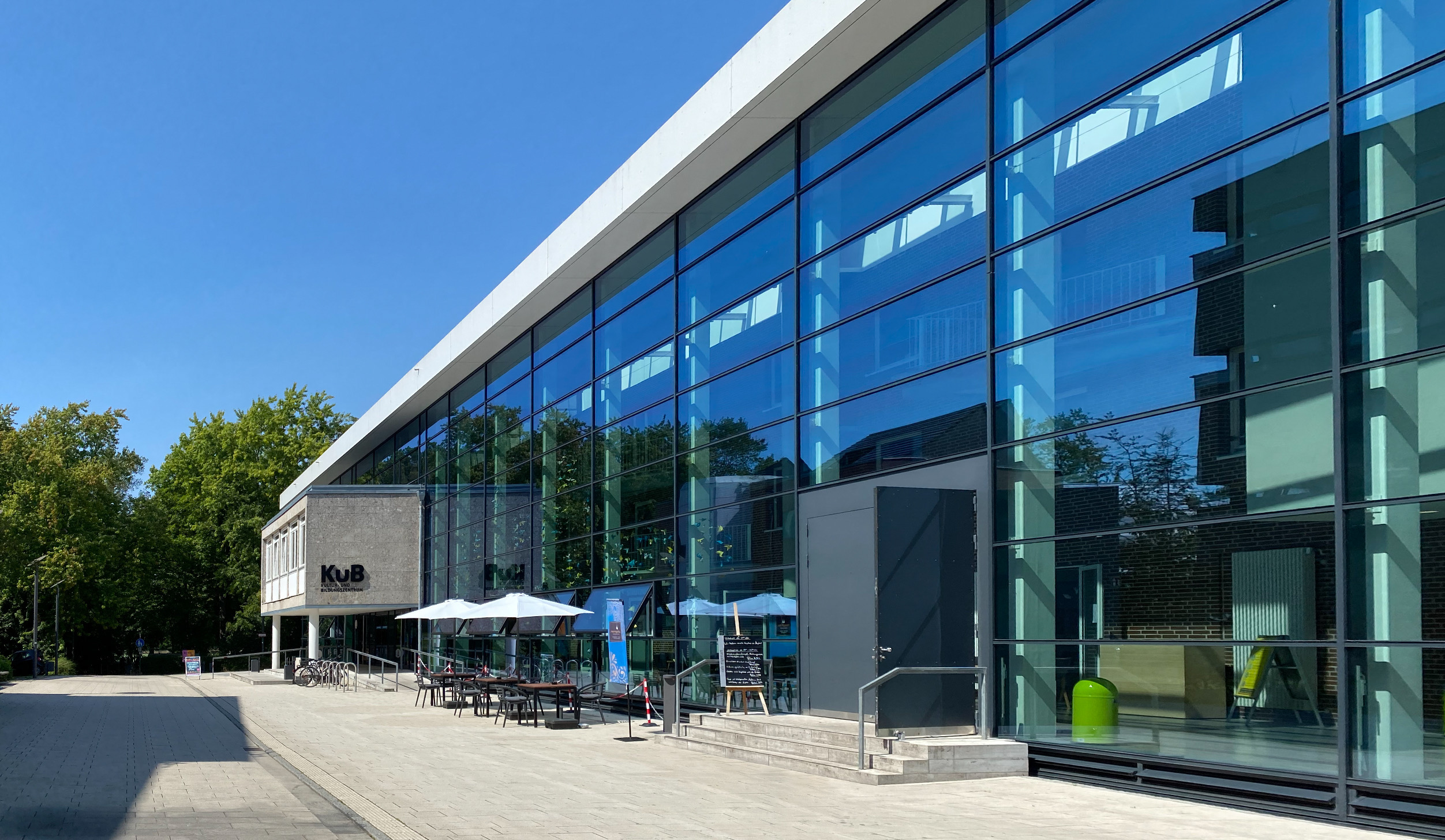
Cultureel en opleidingscentrum voor Bad Oldesloe, bouwjaar 2016
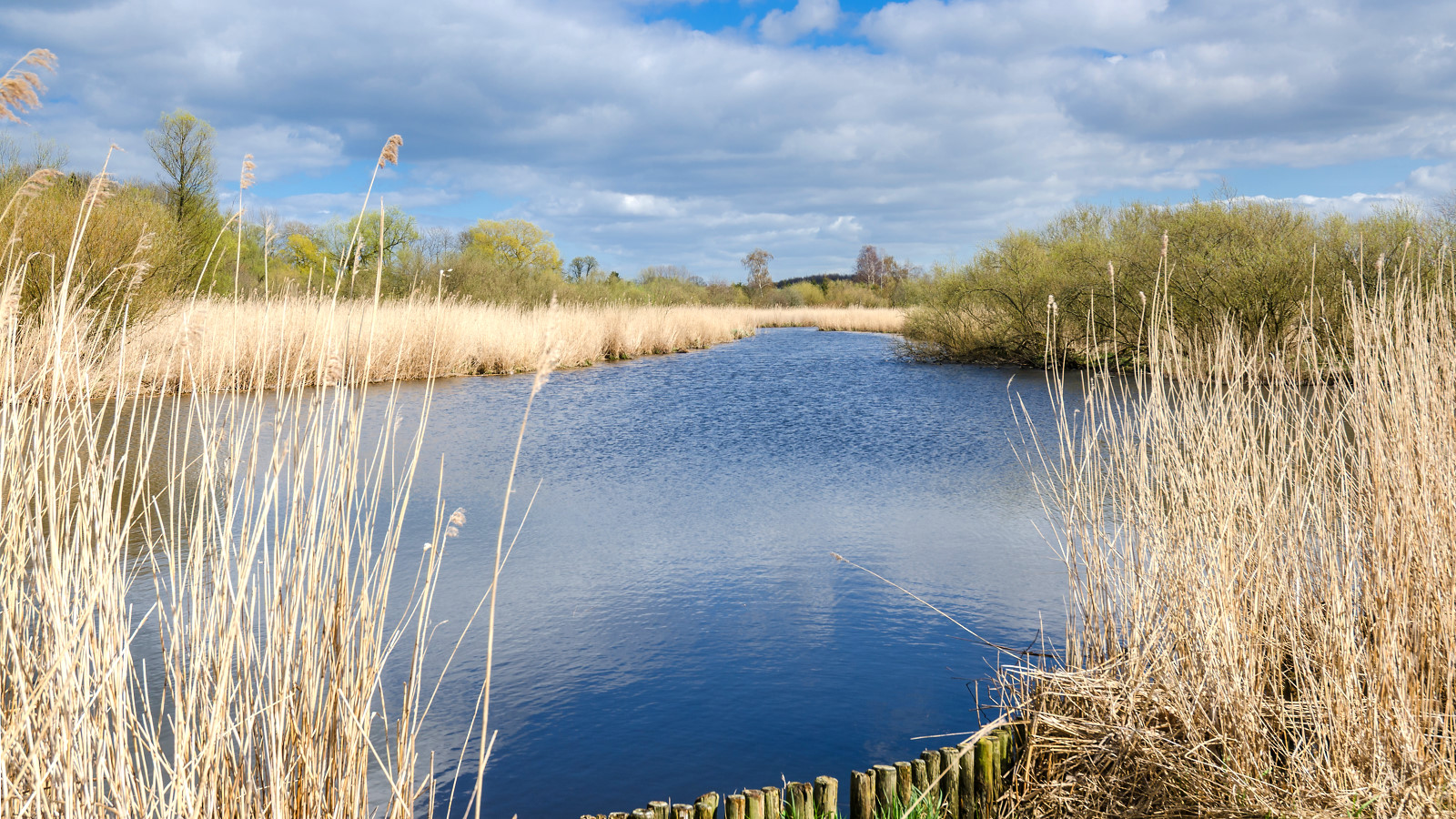
Natuurgebied Brenner Moor

### Partnergemeenten
Bad Oldesloe onderhoudt jumelages met:
- Beer Jaʿakov (Hebreeuws: בְּאֵר יַעֲקֹב, Bəʾer Jaʿaqov), Israël, district: Centrum (Israël)
- Olivet (Loiret), Frankrijk
- Kołobrzeg, Polen
- Jifna, Arabisch: جفنا, acht km ten noorden van Ramallah, Palestijnse Gebieden

## Geboren
- Dieterich Buxtehude (ca. 1637–1707), Deens-Duits componist, klavecinist, organist, muziekpedagoog en muziekorganisator[3]
- Isa Genzken (1948), Duits kunstenares
- Rouwen Hennings (1987), Duits voetballer
- Julia Görges (1988), Duits proftennisster
- Wincent Weiss (1993), Duits zanger

## Overleden
- Menno Simons (ca. 1496 - 1561 in de boerderij Menno-Kate bij Fresenburg), Nederlands anabaptistisch kerkhervormer